# Tita Galatro
Balbina Margarita „Tita“ Galatro (* 31. März 1914 in Bernal; † 27. August 1988) war eine argentinische Schauspielerin und Tangosängerin.

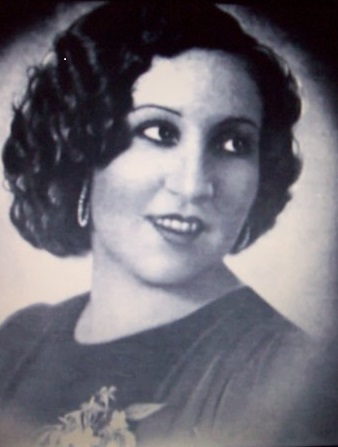
Tita Galatro (1940)

## Leben und Wirken
Galatro begann ihre Laufbahn mit Olinda Bozán am Teatro de la Comedia, wo sie im Verlauf von vier Jahren in mehreren Stücken als Schauspielerin und Sängerin mitwirkte. Als Sängerin trat sie 1930 bei Radio Splendid und 1932 auf Vermittlung von Pablo Valle bei Radio América auf. 1933 spielte sie als Mitglied der Chispazos de Tradición die Rolle der Almabruja in Andrés González Pulidos Gaucho-Soap El matrero de la luz. Im Folgejahr trat sie bei einem von Studenten der Escuela Industrial de la Nación veranstalteten Festival am Teatro Cervantes. Das Magazin La Canción Moderna benannte sie neben Tita Merello, Azucena Maizani, Amanda Ledesma und anderen als eine der besten Sängerinnen der Zeit und ehrte sie in der Februarausgabe 1935 mit einem Coverfoto.
Im Jahr 1935 trat sie im Lunapark im April bei einem Festival und im Juli bei einer Veranstaltung zu Ehren von Carlos Gardel auf. Am Teatro Variedades nahm sie 1936 an einer Benefizveranstaltung zu Gunsten von Andrés González Pulido teil. Am 9. Juli des Jahres trat sie bei einer Spezialveranstaltung von Radio Belgrano zum Nationalen Unabhängigkeitstag und zwölften Jahrestag der Gründung des Senders auf. Ihre letzten Auftritte hatte sie 1942 bei Radio Mitre. Von Galatro sind nur wenige Aufnahmen der Labels Odeon und Victor erhalten, darunter Tango sin letra, Gota de lluvia und Por la vuelta.